# Ponte Navazzone
Il Ponte Navazzone si trova nel comune di Curtatone e permetteva alla Seriola Marchionale di attraversare l'Osone.

## Storia
Il Ponte-Canale Navazzone fu realizzato con lo scavo del canale Seriola Marchionale che risale ai primi anni del 1400: inizialmente chiamata Seriola de Kastion (perché nasce a Castiglione delle Stiviere) o de Rotingi, viene poi chiamata Marchionale in onore dei Marchesi Gonzaga che ne dispongono amministrativamente.
Secondo gli storici la Seriola viene scavata principalmente per portare acqua al Serraglio, un sistema militare difensivo della città di Mantova, potenziato da Ludovico II Gonzaga che si avvale dell'opera di Giovanni da Padova.
Il Serraglio era delimitato dai corsi del Mincio e del Po, da una linea fortificata e da una rete di canali che correva da Curtatone alla Rocchetta di Borgoforte e veniva allagato nella zona dell'attuale Trincerone per contrastare gli attacchi alla città di Mantova.
L'esistenza del Navazzone era indispensabile per sovrappassare le acque dell'Osone Vecchio.
In origine il Navazzone era un manufatto in legno, come riferisce il conte Ercole Bevilacqua (Soprintendente Generale delle Degagne ed Acque del Mantovano, nella prima metà del 1700): nella sua relazione riporta le parole ''ponte canale di legno, detto Navazzone''.
Infatti la maggior parte dei ponti, fino a quegli anni, erano costruiti in legno per motivi di difesa, in modo da essere facilmente distrutti per renderli inutilizzabili dal nemico invasore, e successivamente altrettanto facilmente ricostruiti.
È possibile ipotizzare, sulla scorta di inediti documenti trovati in Archivio di Stato, la costruzione dell'attuale ponte in muratura tra il 1778 e il 1781, poiché in tali anni esistono note e lettere che confermano il ''risarcimento'' del ponte e i pagamenti per questo lavoro.
L'esecuzione dell'opera è stata probabilmente diretta dall'Ing.Francesco Cremonesi (Prefetto Generale delle Acque di quel periodo), al quale spetta ragionevolmente il progetto stesso, in quanto in quegli anni ha eseguito e riparato altri ponti stradali.